# 日墨修好通商条約
日墨修好通商条約（にちぼくしゅうこうつうしょうじょうやく）は、1888年（明治21年）11月30日に日本とメキシコの間で締結された条約。
日本にとっては初めての（アジア諸国を除く）治外法権が無く、関税自主権のある平等条約であり、メキシコにとってはアジアの国と初めて締結した条約であった。
当時ワシントン在勤の日本全権陸奥宗光と、駐米メキシコ公使マティアス・ロメロとの間で調印された。

## 条約成立の背景
当時は安政五カ国条約として、アメリカ（日米修好通商条約）、オランダ（日蘭修好通商条約）、ロシア（日露修好通商条約）、イギリス（日英修好通商条約）、フランス（日仏修好通商条約）と不平等条約を、李氏朝鮮とは逆不平等条約（日朝修好条規、日本が有利）を結んでおり、平等条約は清と結んでいる日清修好条規のみだった。
日本政府は治外法権（領事裁判権）、関税自主権の問題解決の足がかりとして、アジア以外の国の一つとまず対等な条約を結び、それを前例として欧米諸国と再交渉することを考えていた。日本政府が白羽の矢を立てたのは、鎖国以前にフィリピン総督を介して日本と外交実績のあるメキシコだった。ちょうどメキシコも、東アジアとの貿易のために日本または清国と交流を持ちたいと思っていた矢先のことだった。
外務省によれば、1874年（明治7年）に金星の太陽面通過を観測するために来日したメキシコ観測団のフランシスコ・ディアス・コバルビアス団長が日本側の待遇に感激し、本国への報告書において日本との外交・通商関係を結んだ場合のメリットを力説したことが本条約締結の契機になったとされている。
この条約締結後、1891年（明治24年）に日墨両国公使を交換、メキシコ人への内地開放が認められた。1897年（明治30年）にはメキシコへの日本人移民が行われた。
この平等条約締結の礼として、明治政府は1898年（明治31年）に在外公館の用地をメキシコに提供した。今日メキシコの駐日大使館が永田町にあるのは、これに由来する。永田町の一戸建て大使館というのは他に例がない。
1924年（大正13年）10月に廃棄された。